# NGC 6519
NGC 6519 – grupa gwiazd znajdująca się w gwiazdozbiorze Strzelca, przez niektóre źródła klasyfikowana jako gwiazda podwójna, gdyż te dwie gwiazdy są sporo jaśniejsze od pozostałych. Odkrył ją Julius Schmidt w październiku 1860 roku.